# Michaił Sierikow
Michaił Kuźmicz Sierikow (ros. Михаил Кузьмич Сериков, ur. 19 września?/1 października 1894 w chutorze Murowli w guberni samarskiej, zm. 18 października 1969 w Ałma-Acie) – funkcjonariusz radzieckich służb specjalnych, generał major.

## Życiorys
Początkowo był robotnikiem rolnym, od stycznia 1915 do listopada 1917 służył w rosyjskiej armii, podoficer na Froncie Południowo-Zachodnim, od listopada 1917 członek gminnego komitetu rewolucyjnego w Koczetkach, od czerwca 1918 do listopada 1923 żołnierz Armii Czerwonej, dowódca pułku piechoty na Froncie Wschodnim i Froncie Południowym wojny domowej w Rosji. Od listopada 1923 do grudnia 1925 kierownik wydziału okręgowego komitetu wykonawczego i naczelnik miejskiej milicji w Noworosyjsku, później pracownik ochrony Ludowego Komisariatu Komunikacji Drogowej w Korosteniu, Kropotkinie, Żłobinie i Briańsku, od lutego 1931 członek WKP(b). Od listopada 1932 w wojskach OGPU w Briańsku, od listopada 1933 do maja 1935 kursant Wyższej Szkoły Pogranicznej OGPU/NKWD w Moskwie, od maja 1935 do lipca 1938 komisarz 77 pułku kolejowego NKWD w Wielkich Łukach, 15 maja 1936 mianowany majorem, a 26 marca 1938 pułkownikiem. Od lipca 1938 do stycznia 1939 kierownik kursów w szkole doskonalenia kadry kierowniczej ochrony wojskowo-pożarniczej NKWD w Leningradzie, potem zastępca naczelnika tej szkoły, od kwietnia 1939 do 9 sierpnia 1949 szef Zarządu Ochrony Pożarniczej Zarządu NKWD/MWD obwodu leningradzkiego, 3 czerwca 1944 mianowany komisarzem bezpieczeństwa państwowego, a 9 lipca 1945 generałem majorem. Od sierpnia 1949 na emeryturze w Ałma-Acie.

## Odznaczenia
- Order Lenina (5 sierpnia 1944)
- Order Czerwonego Sztandaru (trzykrotnie - 13 lutego 1926, 12 maja 1945 i 28 października 1967)
- Order Czerwonej Gwiazdy (dwukrotnie - 10 sierpnia 1942 i 15 stycznia 1945)
- Odznaka "Zasłużony Funkcjonariusz NKWD" (15 kwietnia 1943)

I 4 medale.